# Bion 3
Bion 3 (Бион 3, en ruso), también conocido como Cosmos 782, fue el nombre de un satélite artificial soviético perteneciente a la serie de satélites Bion. Fue lanzado el 25 de noviembre de 1975 desde el cosmódromo de Plesetsk mediante un cohete Soyuz y contó con la participación de Francia, Checoslovaquia, Hungría, Polonia, Rumanía y, por primera vez en el programa, de Estados Unidos. Regresó a la Tierra el 26 de enero de 1976.

## Objetivos
La misión de Bion 3 consistió en realizar diversos estudios biológicos. A bordo llevaba catorce experimentos a realizar en especímenes pertenecientes a más de 20 especies. La nave incluía una centrifugadora para generar una gravedad artificial de 1 g y en la que podía acomodarse diversos especímenes, entre los que se encontraban ratas y tortugas, para la comparación de los efectos de las diferentes gravedades. También se estudió el efecto de la gravedad en el envejecimiento de las moscas de la fruta y en el crecimiento de cánceres vegetales. El satélite portaba un dosímetro de radiación. Se realizó un experimento continuación de uno similar llevado a cabo durante la misión conjunta Apolo-Soyuz para el estudio de los efectos negativos de la microgravedad en el crecimiento y desarrollo de huevos de pez. Los experimentos con ratas estaban destinados a estudiar los efectos de la gravedad en el tracto gastrointestinal, el sistema endocrino y el sistema linfático y en la sangre y los tejidos muscular, óseo y ocular. Veinticinco ratas de la especie Rattus norvegicus viajaron a bordo de cubículos individuales; a cinco de las ratas se les implantaron sensores de temperatura. También se realizaron estudios sobre crecimiento y desarrollo en mil embriones de Fundulus heteroclitus, un tipo de pez de agua dulce.

## Características
Bion 3 estaba basada, como todas las naves de la serie Bion, en los satélites de reconocimiento Zenit. La misión duró 19,5 días y la cápsula fue recuperada a 52 grados y 17 minutos norte y a 64 grados y 11 minutos este.